# Al Capone II
Cet article possède un paronyme, voir Al Capone (homonymie).
Al Capone II est un cheval de course AQPS, né dans la Nièvre le 20 mars 1988 de père SF (Selle Français) et de mère PS (Pur Sang), mort dans son box de Chantilly le  21 octobre 2020, ayant participé à de nombreuses  courses d'obstacles, propriété de Robert Fougedoire, entrainé par Bernard Sécly et monté par Jean-Yves Beaurain. Cheval difficile dans sa jeunesse (il tirait énormément), de petite taille (1,62 m), rien ne prédestinait Al Capone II à devenir le grand crack qu'il a été. Il détient le record du nombre de victoires dans de nombreuses grandes courses d'obstacle notamment dans le Prix La Haye Jousselin qu'il a remporté à 7 reprises de 1993 à 1999. D'une longévité exceptionnelle en course pour un cheval d'obstacle, Al Capone II a commencé sa carrière à l'âge de 4 ans pour la poursuivre jusqu'à 12 ans avant de faire ses adieux à la compétition le 5 novembre 2000. Jusqu'à sa mort, "petit chat", comme le surnommaient ses supporters, fut à la retraite et toujours en bonne forme, pendant presque vingt années.

## Principales victoires
France
- Grand Steeple-Chase de Paris : 1997
- Prix La Haye Jousselin : 1993, 1994, 1995, 1996, 1997, 1998, 1999
- Prix Troytown : 1994, 1995, 1997
- Prix Georges Courtois : 1993, 1994, 1996
- Prix Heros XII : 1997, 1998, 1999
- Prix Ingré : 1997, 1999
- Prix Murat : 1994

## Tableau de bord
- Gains en courses : 2,6 millions d'euros (17,2 millions de francs)[3]
- Record des victoires dans le Prix La Haye Jousselin: 7
- 65 courses, 26 victoires

| Origines de Al Capone II | Origines de Al Capone II | Origines de Al Capone II | Origines de Al Capone II |
| ------------------------ | ------------------------ | ------------------------ | ------------------------ |
| Père Italic (SF)         | Carnaval                 | Fast Fox                 | Fastnet                  |
| Père Italic (SF)         | Carnaval                 | Fast Fox                 | Foxcraft                 |
| Père Italic (SF)         | Carnaval                 | Cambre                   | Sicambre                 |
| Père Italic (SF)         | Carnaval                 | Cambre                   | Copyright                |
| Père Italic (SF)         | Bagheira                 | Pegomas                  | Cernobbio                |
| Père Italic (SF)         | Bagheira                 | Pegomas                  | Atlanta                  |
| Père Italic (SF)         | Bagheira                 | Anabella                 | Aeton                    |
| Père Italic (SF)         | Bagheira                 | Anabella                 | Mistinguette             |
| Mère L'Oranaise (PS)     | Paris Jour               | Herbager                 | Vandale                  |
| Mère L'Oranaise (PS)     | Paris Jour               | Herbager                 | Flagette                 |
| Mère L'Oranaise (PS)     | Paris Jour               | La Petite Hutte          | Bois Roussel             |
| Mère L'Oranaise (PS)     | Paris Jour               | La Petite Hutte          | Bicoque                  |
| Mère L'Oranaise (PS)     | S'Agaro                  | Relyonme                 | On Trust                 |
| Mère L'Oranaise (PS)     | S'Agaro                  | Relyonme                 | Vixenette                |
| Mère L'Oranaise (PS)     | S'Agaro                  | Encore Une               | Orcada                   |
| Mère L'Oranaise (PS)     | S'Agaro                  | Encore Une               | La Sirène                |